# The 39 Steps (película de 1935)
The 39 Steps —conocida en español como Los 39 escalones o 39 escalones— es una película británica de suspenso de 1935, dirigida por Alfred Hitchcock, basada en la novela de aventuras Los treinta y nueve escalones, de John Buchan. Protagonizada por Robert Donat, Madeleine Carroll, Lucie Mannheim, Godfrey Tearle, Peggy Ashcroft, John Laurie y Wylie Watson.

## Argumento
El canadiense Richard Hannay está en un teatro de Londres, asistiendo a una demostración de los asombrosos poderes del señor Memoria -un hombre con una memoria superlativa, que responde todas las preguntas que le hace el público- cuando se produce una refriega y resuena un disparo. En el consiguiente pánico, Hannay se encuentra a sí mismo abrazando a una atemorizada Annabella Smith, y ella lo convence de llevarla a su apartamento. Una vez allí, ella le confiesa que es una agente de inteligencia perseguida por unos hombres que pretenden asesinarla. La mujer afirma haber descubierto un complot para robar unos importantes secretos militares del Reino Unido. Este plan ha sido maquinado por un hombre que tiene cortada la punta de uno de sus dedos y que era el líder de una organización de espionaje llamada los 39 escalones. 
Esa noche, Annabella es fatalmente apuñalada con el cuchillo de cocina de Hannay, pero antes de morir le advierte a Hannay que debe escapar. Hannay sale disimuladamente del apartamento disfrazado y toma un tren a Escocia, donde Annabella le había dicho que vivía el hombre con la punta de su dedo cortada y le había entregado un mapa con la ubicación antes de morir. Ve que la policía está registrando el tren y se entera por el periódico de que, siendo sospechoso de un asesinato, es el blanco de una persecución a escala nacional. Desesperado, para disimular, entra en un compartimiento y besa a la solitaria ocupante, la atractiva Pamela, en un intento por evitar ser detenido. La mujer, sin embargo, consigue librarse de su indeseado abrazo y lo traiciona delatándolo ante la policía. Hannay salta del tren y cae en el puente Forth Rail Bridge, para luego escapar.
Busca un lugar donde pasar la noche, y lo encuentra en la granja de un pobre y viejo granjero y de su joven esposa, quien coquetea con él. A la mañana siguiente, se cubre con el sobretodo del granjero que la joven esposa le regala, y se encamina a la casa de la cual le había hablado la malograda agente. Allí encuentra al hombre con la punta del dedo cortado, el aparentemente respetable profesor Jordan, que le dispara luego de una breve conversación, y lo deja por muerto. Afortunadamente, la bala se incrustó en el libro de oraciones del granjero, que estaba metido dentro del bolsillo del sobretodo, y Hannay se escapa ileso una vez más. 
Se dirige a la policía, pero estos se niegan a creer su historia, ya que conocen muy bien a Jordan. Hannay huye saltando a través de una ventana y logra mezclarse entre la multitud. Trata de ocultarse en un mitin político, donde el presentador del evento lo confunde con el candidato para quien se realiza el mismo; Hannay se ve obligado a dar un improvisado discurso enardecedor, sin saber nada sobre el candidato por el que se está haciendo pasar. Sin embargo, es reconocido por Pamela, que se encontraba entre el público y quien lo delata una vez más. Unos policías aparecen, los esposan juntos y se los llevan. Cuando pasan de largo por la estación de policía más cercana, Hannay se da cuenta de que son agentes de la conspiración. Cuando el auto es detenido por un rebaño de ovejas que bloquean el camino, Hannay escapa, arrastrando consigo a la renuente Pamela.
Juntos cruzan el campo, y pasan la noche en un hostal, donde Hannay le cuenta su historia, pero la muchacha aún no cree en ella. Mientras él duerme, ella logra desprenderse de las esposas, y comienza a fugarse, cuando escucha a hurtadillas a uno de los falsos policías hablando por teléfono; la conversación confirmaba las aseveraciones de Hannay.
Pamela regresa a la habitación y duerme en un sofá. Al día siguiente, le dice a Hannay lo que escuchó, y ambos viajan a Londres para transmitírselo a la policía. Pamela cuenta su historia a la policía, pero ningún secreto se ha reportado robado, por lo que no hacen nada para ayudarla. En cambio, deciden seguirla para localizar a Hannay.
Pamela los conduce sin saber, al show del señor Memoria, en el London Palladium, donde se encontraba Hannay. Allí los policías rodean discretamente al fugitivo. Cuando el señor Memoria es presentado, Hannay reconoce su tema musical -una irritante y pegadiza melodía que no ha podido olvidar durante días-. Hannay saca conclusiones y se da cuenta de que es a través del señor Memoria cómo los espías contrabandean secretos: él los tiene memorizados. Cuando la policía finalmente pone a Hannay bajo custodia, este lanza la pregunta: ¿Qué son los 39 escalones? y el señor Memoria compulsivamente comienza a responder; el profesor Jordan, que también se encontraba en el teatro, le dispara y trata de escapar, pero es aprehendido. El moribundo señor Memoria recita la información almacenada en su cerebro, un sistema para silenciar motores de aviación. En el doblaje de España, se hace referencia en su lugar a un defecto en los motores de los aparatos de la Royal Air Force. Hannay y Pamela se toman de las manos.

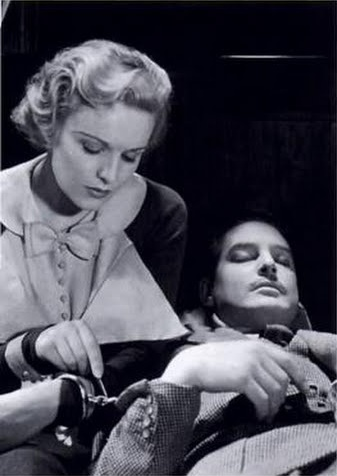
Madeleine Carroll y Robert Donat en una foto publicitaria de la película

## Reparto
| Actor             | Personaje                |
| ----------------- | ------------------------ |
| Robert Donat      | Richard Hannay           |
| Madeleine Carroll | Pamela                   |
| Lucie Mannheim    | Annabella Smith          |
| Godfrey Tearle    | Profesor Jordan          |
| Peggy Ashcroft    | Margaret, esposa de John |
| John Laurie       | John, el granjero        |
| Helen Haye        | Sra. Louisa Jordan       |
| Frank Cellier     | Watson, policía          |
| Wylie Watson      | Señor Memoria            |

## Comentarios
Ha habido otras tres versiones cinematográficas del libro: 
- The 39 Steps (1959), de Ralph Thomas.
- The Thirty Nine Steps (1978), de Don Sharp.
- The 39 Steps (2008), de James Hawes.

La original, de Hitchcock, ha sido la más aclamada de todas ellas y aún continúa siéndolo. 
En 1999, el Instituto Británico de Cine la colocó en el cuarto lugar del ranking de las mejores películas británicas, y en 2004 la revista Total Film la situó en el vigésimo primer puesto de los films más grandiosos de todos los tiempos.
39 escalones es la primera de una línea de películas de Hitchcock basada en la idea de un hombre inocente que huye de la justicia, incluyendo Saboteur (1942) y North by Northwest (1959).
Hitchcock da libre paso a su imaginación y a su fantasía y alterna pasajes de gran dramatismo con otros de comedia satírica. Muestra a los espías traidores al Reino Unido como grandes burgueses. La denuncia de enemigos interiores es una constante en su filmografía.
En el clásico cameo de Alfred Hitchcock, se lo puede ver arrojando basura cuando Robert Donat y Lucie Mannheim salen del teatro al comienzo de la película.

## Adaptación
La película se desvía substancialmente de la novela de Buchan, introduciendo un matiz romántico. Otro punto divergente radica en que en el film de Hitchcock, “los 39 escalones” hacen referencia a una organización clandestina en sí misma, mientras que en el libro y en las otras versiones cinematográficas, se refieren a escalones físicos, aunque localizados en diferentes lugares y con distintos significados en función de las tramas.